# New Lots Avenue (stacja metra na New Lots Line)
New Lots Avenue – stacja końcowa metra nowojorskiego, na linii 2, 3 i 4. Znajduje się w dzielnicy Brooklyn, w Nowym Jorku i zlokalizowana jest za stacją Van Siclen Avenue. Została otwarta 16 października 1922.